# Isabel Fonseca
Isabel Fonseca, ameriška pisateljica, * 28. marec 1932, Stockholm
Isabel Fonseca je študirala na univerzah v Kolumbiji ter Oxfordu. Pri časopisu Times Literary Supplement je delala kot pomočnica urednika ter urejala Soho Square. Piše za vrsto publikacij, med drugim Independent, Vogue, The Nation in The Wall Street Journal. 
Je Američanka, ki živi v Londonu, in avtorica ene najprodornejših knjig o Romih, Pokoplji me pokončno, ki je nastala na podlagi njenega večletnega srečevanja z Romi Srednje in Vzhodne Evrope.  